# 洛倫佐·佩萊格里尼
洛倫佐·佩萊格里尼（義大利語：Lorenzo Pellegrini，義大利語發音：[loˈrɛntso pelleˈɡriːni];；1996年6月19日—），是一名意大利職業足球員，現時效力意大利足球甲級聯賽球隊羅馬並擔任隊長，意大利國家足球隊成員。司職中場。

## 球會生涯

### 羅馬
佩萊格里尼於意大利羅馬出生，年少時他患有心律不整，其後於9歲時加入羅馬的青年軍，並代表羅馬青年軍出戰歐洲青年聯賽。2015年3月22日，他在聯賽對陣切塞纳時後備入替，首次代表球隊上陣，最終球隊以1比0小勝。

### 薩斯索羅
2015年6月30日，佩萊格里尼轉會至意大利足球甲級聯賽球會薩斯索羅，轉會費為125萬歐元，合約設有回購條款，羅馬於將來能以800萬至1000萬歐元的價錢回購他。11月8日，他在對陣卡比的聯賽中首次代表球隊上陣，最終球隊以1比0小勝。在對陣桑普多利亚時，他攻入轉會後首球，協助球隊大勝3比0。2015-16賽季，佩萊格里尼於各項賽事為球隊上陣20場，攻入3球。
於2016-17賽季，佩萊格里尼攻入6球，助攻4次，成為最年輕於意甲單季參與10個入球的球員。

### 重返羅馬
2017年6月30日，佩萊格里尼重返羅馬，轉會費為約1000萬歐元。
2022年5月25日，佩莱格里尼在首届欧洲联盟会议联赛决赛中担任罗马队队长，他的球队以 1-0 击败费耶诺德获胜。 他还被评选为该比赛的赛季最佳球员。 2023年5月31日，他在欧洲联盟杯决赛中再次担任球队队长，但在加时赛后以 1-1 平局后在点球大战中以 1-4 不敌塞维利亚。

## 國家隊生涯
Pellegrini 曾代表意大利 参加过各级青年比赛。他在 2014 年 3 月首次代表U19 队对阵德国 的比赛中首次亮相。 他随后在 2015 年短暂效力于U20 队，并于次年 6 月 2 日对阵法国 时首次代表U21 队亮相。
他于 2017 年 5 月 31 日在一场非官方的友谊赛中首次为成年队亮相，意大利队以 8-0 击败圣马力诺队，他在上半场替换丹尼尔·巴塞利 出场。 他的正式首秀是在 6 月 11 日，他出场助意大利队以 5-0 在家中战胜列支敦士登队 的2018 年世界杯预选赛中。
在那个月的晚些时候，他被意大利 U21 队经理路易吉·迪·比亚吉奥列入了2017 年 UEFA 欧洲 U21 锦标赛的名单。 6 月 18 日，他在对阵丹麦的比赛中攻入了本届比赛的首个进球，以一记脚踏车式头球帮助球队以 2-0 胜出。 意大利在半决赛中以 1-3 不敌西班牙，在比赛中，佩莱格里尼助攻费德里科·贝尔纳德斯基暂时扳平比分。
两年后，他在成年队的晋升后，被再次召入 U21 队参加本土举办的2019 年 UEFA 欧洲 U21 锦标赛。
2019年9月5日，佩莱格里尼在2020 年欧洲杯预选赛中客场以 3-1 击败亚美尼亚队时，攻入了他在意大利成年队的首个进球。
2021年6月，他被意大利队经理罗伯托·曼奇尼列入了2020 年欧洲足球锦标赛的名单。 然而，后来一场受伤使他无法参加最终的比赛，加埃塔诺·卡斯特罗维利被召入顶替他。
2021年10月6日，佩莱格里尼在2021年欧洲足球联盟国家联赛决赛半决赛中主场 1-2 不敌西班牙时攻入一球。

## 荣誉

### 俱樂部
羅馬
- 歐足聯歐洲協會聯賽：2021–22[27]

### 國家隊
義大利
- 歐洲足協國家聯賽季軍：2020–21、2022–23

### 個人
- 羅馬賽季最佳球員：2020–21賽季[28]
- 歐足聯歐洲協會聯賽賽季最佳球員：2021–22賽季

## 生涯統計
截至2017年6月11日
| 球會     | 賽季        | 聯賽               | 聯賽 | 聯賽 | 盃賽 | 盃賽 | 洲際比賽 | 洲際比賽 | 其他 | 其他 | 總計 | 總計 |
| 球會     | 賽季        | 聯賽               | 出場 | 入球 | 出場 | 入球 | 出場     | 入球     | 出場 | 入球 | 出場 | 入球 |
| -------- | ----------- | ------------------ | ---- | ---- | ---- | ---- | -------- | -------- | ---- | ---- | ---- | ---- |
| 羅馬     | 2014-15賽季 | 意大利甲組足球聯賽 | 1    | 0    | 0    | 0    | 0        | 0        | 0    | 0    | 1    | 0    |
| 羅馬     | 總計        | 總計               | 1    | 0    | 0    | 0    | 0        | 0        | 0    | 0    | 1    | 0    |
| 薩斯索羅 | 2015-16賽季 | 意大利甲組足球聯賽 | 19   | 3    | 1    | 0    | 0        | 0        | 0    | 0    | 20   | 3    |
| 薩斯索羅 | 2016–17賽季 | 意大利甲組足球聯賽 | 27   | 6    | 1    | 1    | 5        | 1        | 0    | 0    | 33   | 8    |
| 薩斯索羅 | 總計        | 總計               | 46   | 9    | 2    | 1    | 5        | 1        | 0    | 0    | 53   | 11   |
| 生涯總計 | 生涯總計    | 生涯總計           | 47   | 9    | 2    | 1    | 5        | 1        | 0    | 0    | 54   | 11   |

### 國家隊上陣次數
截至2024年10月10日
| 國家隊           | 年份 | 出場 | 入球 |
| ---------------- | ---- | ---- | ---- |
| 意大利國家足球隊 |      |      |      |
| 2017             | 1    | 0    |      |
| 2018             | 8    | 0    |      |
| 2019             | 3    | 1    |      |
| 2020             | 3    | 1    |      |
| 2021             | 5    | 1    |      |
| 2022             | 4    | 2    |      |
| 2023             | 2    | 0    |      |
| 2024             | 10   | 1    |      |
| 總計             | 總計 | 17   | 2    |

## 外部連結
- 洛倫佐·佩萊格里尼 （页面存档备份，存于）於Footballdatabase網站上的資料
- Soccerway資料庫：洛倫佐·佩萊格里尼
- 洛倫佐·佩萊格里尼 （页面存档备份，存于）於FIGC網站上的資料 （意大利文）